# Vergina
Vergina (în greacă Βεργίνα) este un oraș în nordul Greciei, situat în regiunea Macedonia Centrală, Prefectura Imathia.

## Așezare
De la reforma administrației publice locale din 2011, Vergina este parte a municipalității Veroia, fiind o unitate municipală a acesteia.
Orașul a devenit celebru pe plan internațional în 1977, când arheologul grec Manolis Andronikos a descoperit locul de înmormântare a regilor Macedoniei, inclusiv mormantul lui Filip al II-lea al Macedoniei, tatăl lui Alexandru cel Mare. Descoperirile au stabilit ca este orașul antic Aigai (greacă Αἰγαί).
Orașul modern Vergina se află la aproximativ 13 km (8 mile) sud-est de centrul municipalității Veroia și la aproximativ 80 km (50 mile) sud-vest de Salonic, capitala Macedoniei grecești. Orașul se află la poalele muntelui Pieria, la o altitudine de 120 m (394 ft) deasupra nivelului mării.

## Istoric
Zona Verginei moderne a rămas nelocuită până la mijlocul secolului al VI-lea î.Hr.. După 550 î.Hr., în zona s-a stabilit o populație macedoneană.
Vergina modernă  a fost fondată în 1922 în apropiere de două sate mici agricole: Koutles (greacă Κούτλες) și Barbes (greacă Mπάρμπες) deținute anterior de către bey-ul turc al Palatitsei și locuite de 25 de familii de greci. După Tratatul de la Lausanne și evacuarea proprietarilor turci, terenul a fost distribuit în loturi populației existente, precum și altor 121 de familii de greci din Bulgaria și Asia Mică, după acordurile de schimb de populație între Grecia, Bulgaria și Turcia. Numele noului oraș a fost sugerat de Mitropolitul de Veria, care l-a numit după o regină legendara din Beroea antică (Veria modernă).

## Descoperiri arheologice
Arheologii au fost interesați de dealurile din jurul Verginei încă din 1850, considerându-se că orașul Aigai era localizat în apropiere și știind că dealurile erau movile funerare. Săpăturile au început în 1861, sub conducerea arheologului francez Leon Heuzey, trimis de către împăratul Napoleon III.
În apropiere de Palatitsa au fost descoperite părți ale unei clădiri mari, considerată a fi fost unul dintre palatele din Antigonus III Doson (263-221), parțial distruse de un incendiu. Cu toate acestea, săpăturile au fost abandonate din cauza riscului de malarie. Arheologii au sugerat că în acest loc a fost orașul antic Valla, mit care a prevalat până în 1976. Descoperiri recente au datat palatul din timpul domniei lui Filip al II-lea al Macedoniei.
În 1937, Universitatea din Salonic a reluat săpăturile. Au fost găsite mai multe ruine ale palatului vechi, dar săpăturile au fost abandonate datorită izbucnirii războiului cu Italia în 1940. După război, s-au reluat săpăturile, iar în anii 1950 și 1960, a fost descoperită restul capitalei regale, inclusiv teatrul în care Filip al II-lea al Macedoniei a fost ucis la nunta fiicei sale Cleopatra cu regele Alexandru al Epirului.

## Soarele de la Vergina

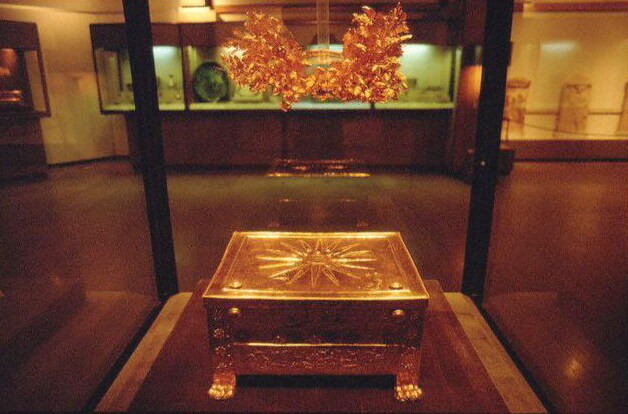
Larnax-ul lui Filip al II-lea al Macedoniei

Pe capacul larnax-ului lui Filip al II-lea al Macedoniei există simbolul unui soare sau unei stele, acesta fiind adoptat ca simbol al Macedoniei grecești.
A devenit subiect de controversă internațională în 1991, când noul stat independent Republica Macedonia a folosit simbolul pe steagul său. Acest fapt a indignat opinia publică greacă, care a văzut utilizarea simbolului ca pe o însușire a patrimoniului istoric al Greciei și implicând o revendicare teritorială asupra Greciei. În 1995, Republica Macedonia a fost de acord să-și schimbe steagul.